# Barnstaple Bay
Barnstaple Bay är en vik i Storbritannien.   Den ligger i riksdelen England, i den södra delen av landet, 300 km väster om huvudstaden London.